# Párisi Galéria Művészeti Szalon és Aukciósház
A Párisi Galéria Művészeti Szalon és Aukciósház Budapesten, 2009-ben felújított Párisi Nagy Áruház épületében, az Andrássy úton található. A szecessziós épület izgalmas belső terében, az első emeleten, a híres Lotz Károly-teremhez csatlakozóan alakították ki, belefoglalva a 200 négyzetméteres Zsolnay Szalont is, amely a híres pécsi manufaktúra változatos kínálatából porcelánfajansz dísztárgyakat és eozinkerámiákat, pirogránit épületdíszítő és beltéri kerámiákat, kályhákat, kandallókat mutat be.
A galéria fő profilja az antik és modern bútorok és a festmények, különösen a kortárs magyar festők alkotásai. Az összesen közel 700 négyzetméteres kiállítótérben kulturális szalonhoz illő rendezvényeknek is helyet ad. Az aukciókat az egyébként kávézóként működő szomszédos Lotz-teremben tartják meg. A galéria látogatása ingyenes.

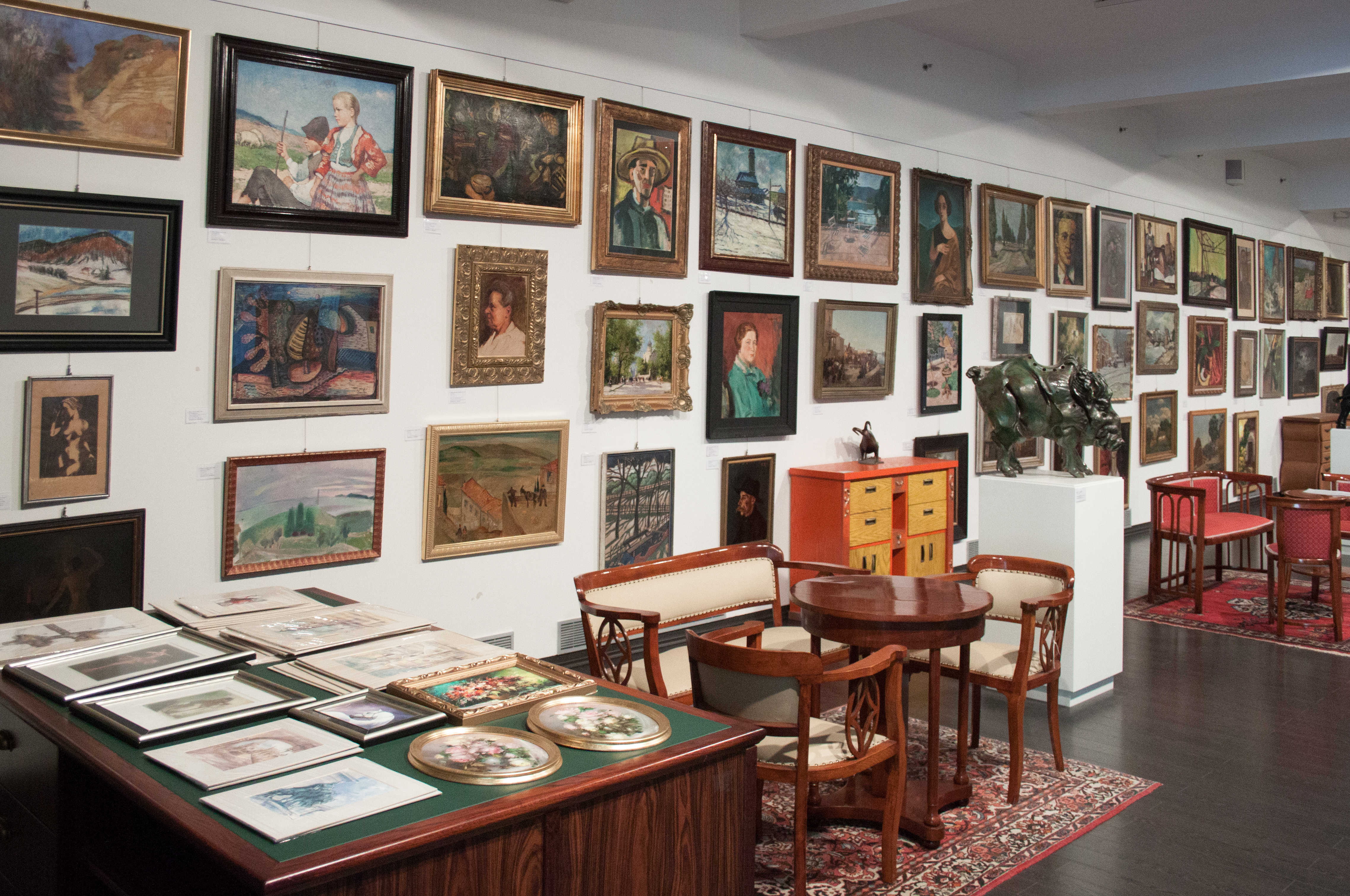
A Párisi Galéria aukciós kiállítása, 2013. november
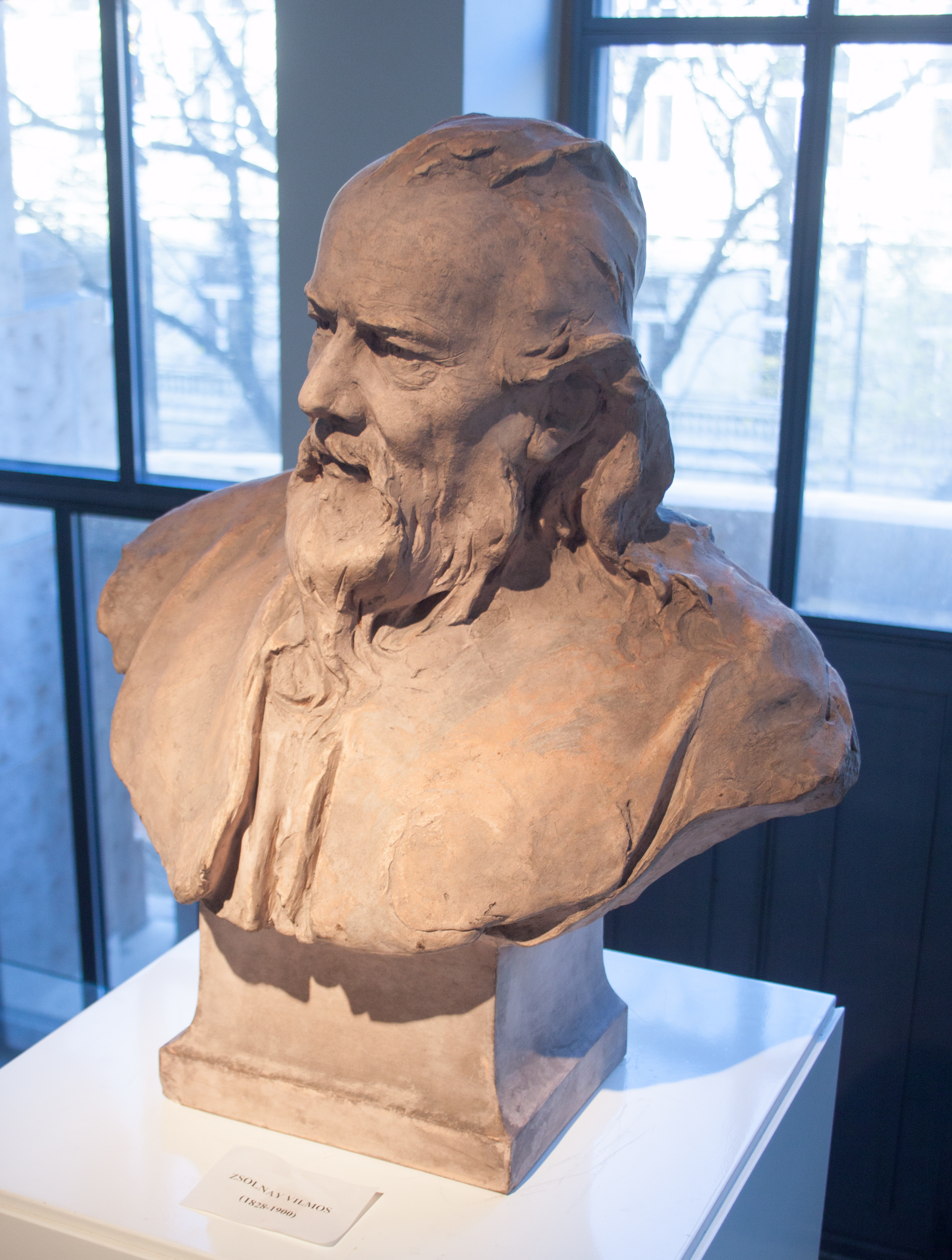
Zsolnay Vilmos mellszobra
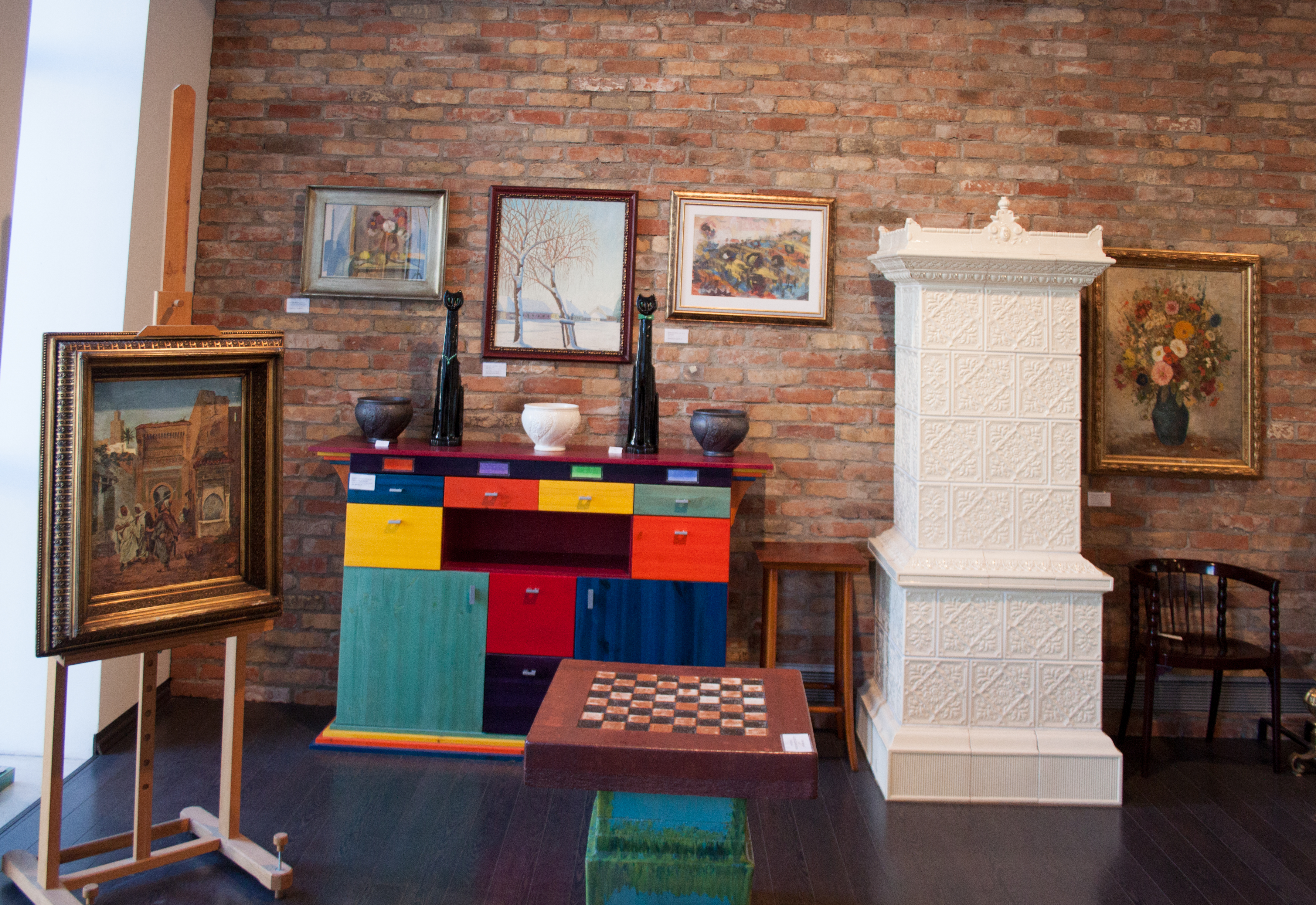
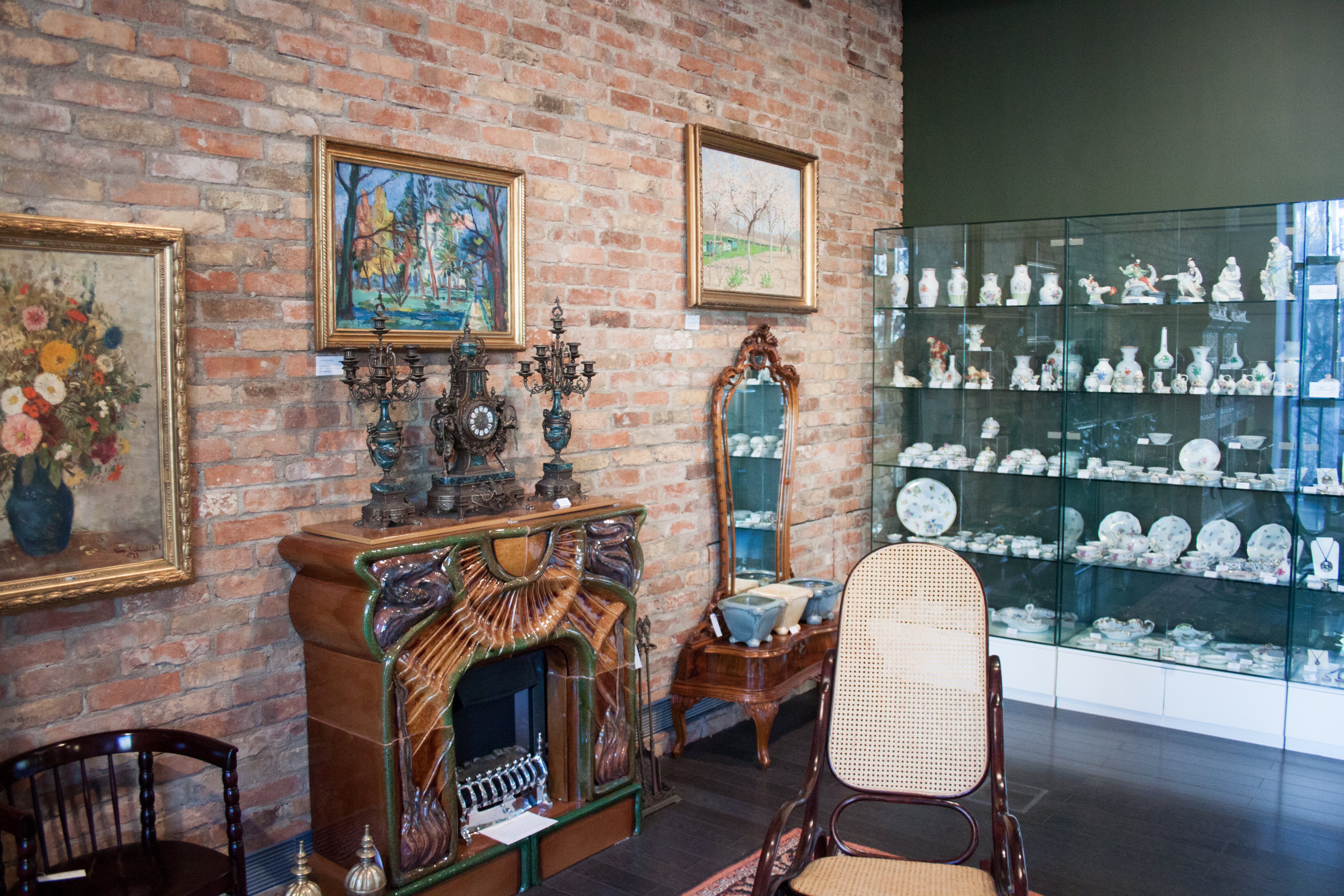
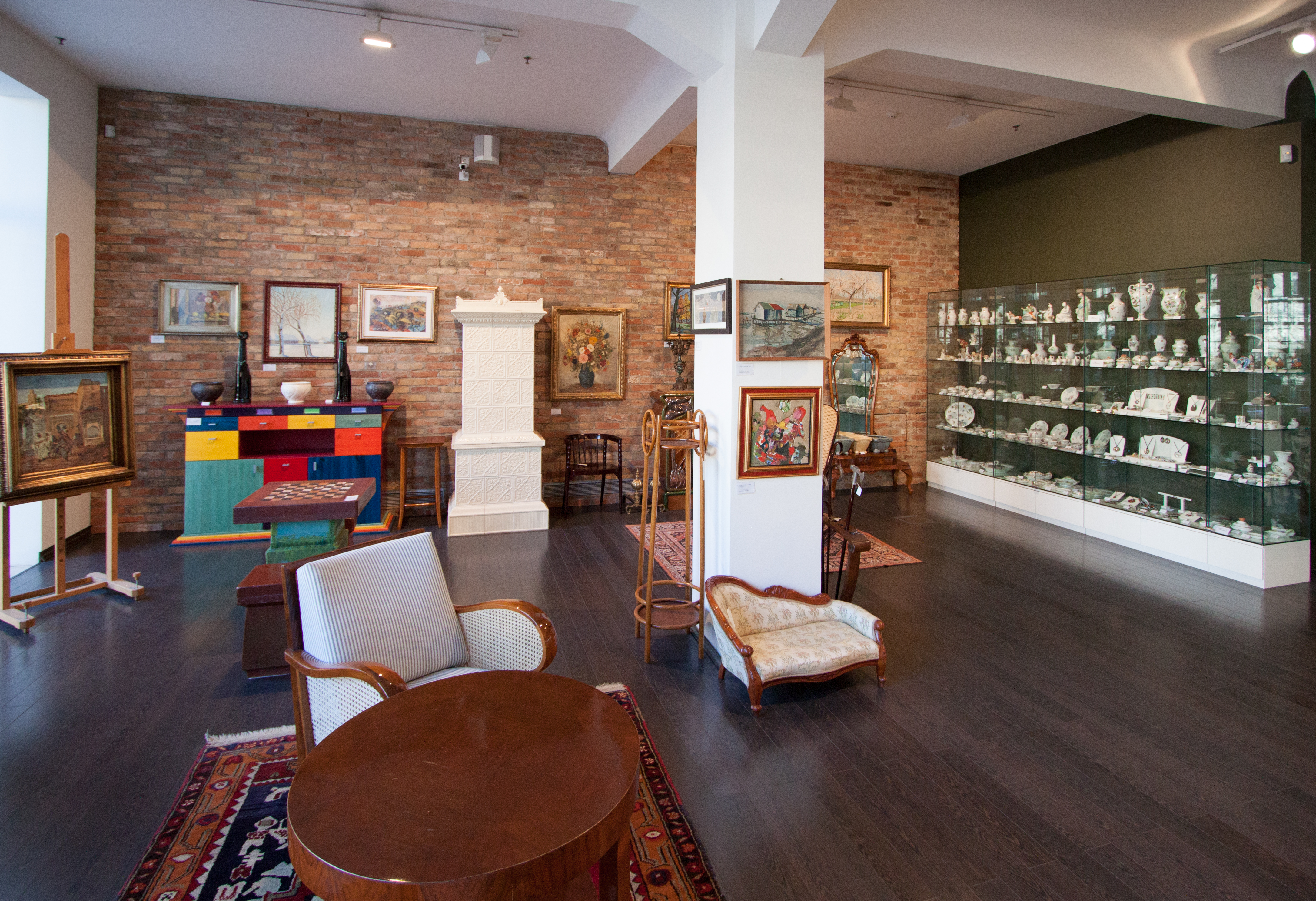
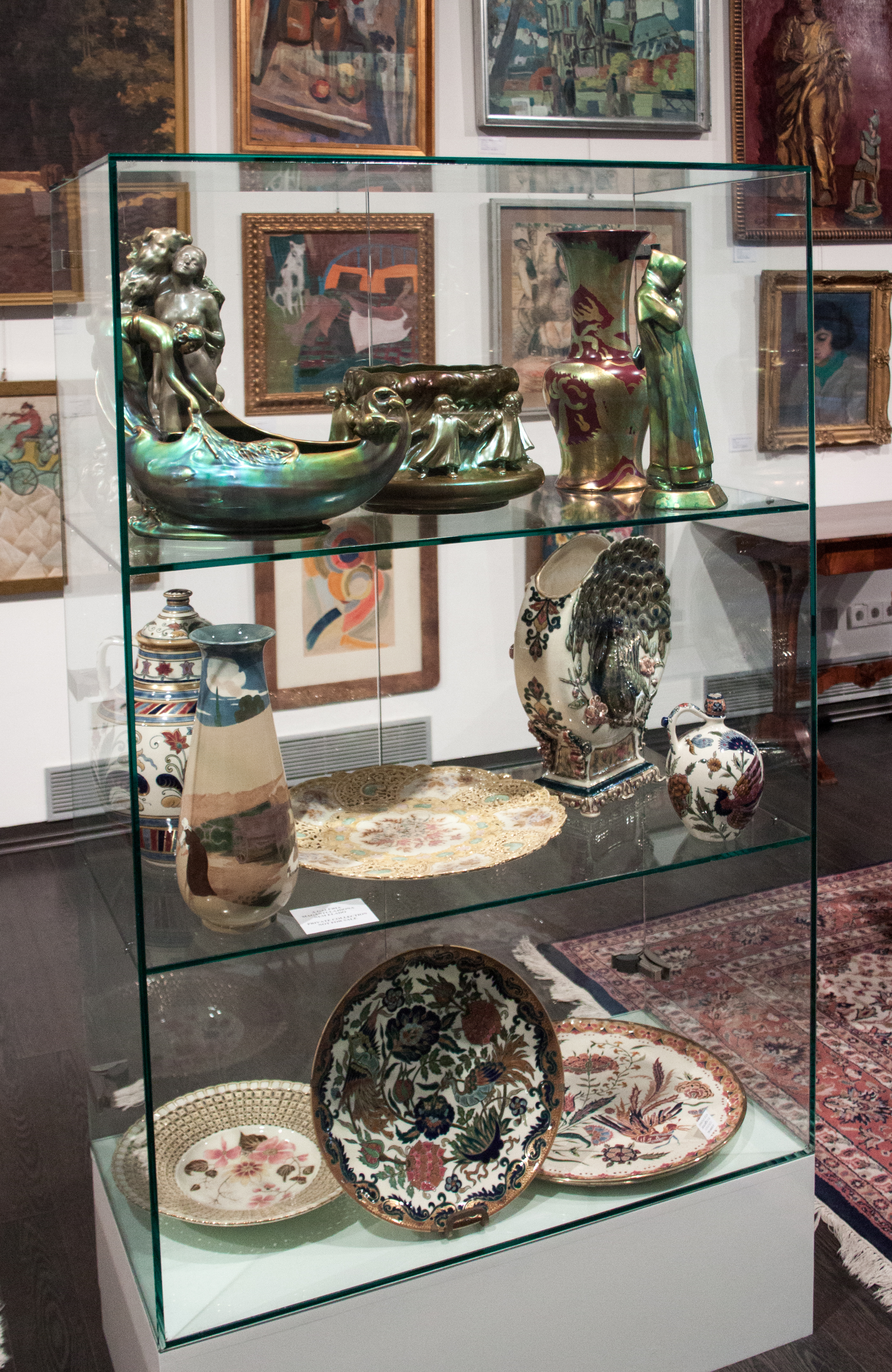
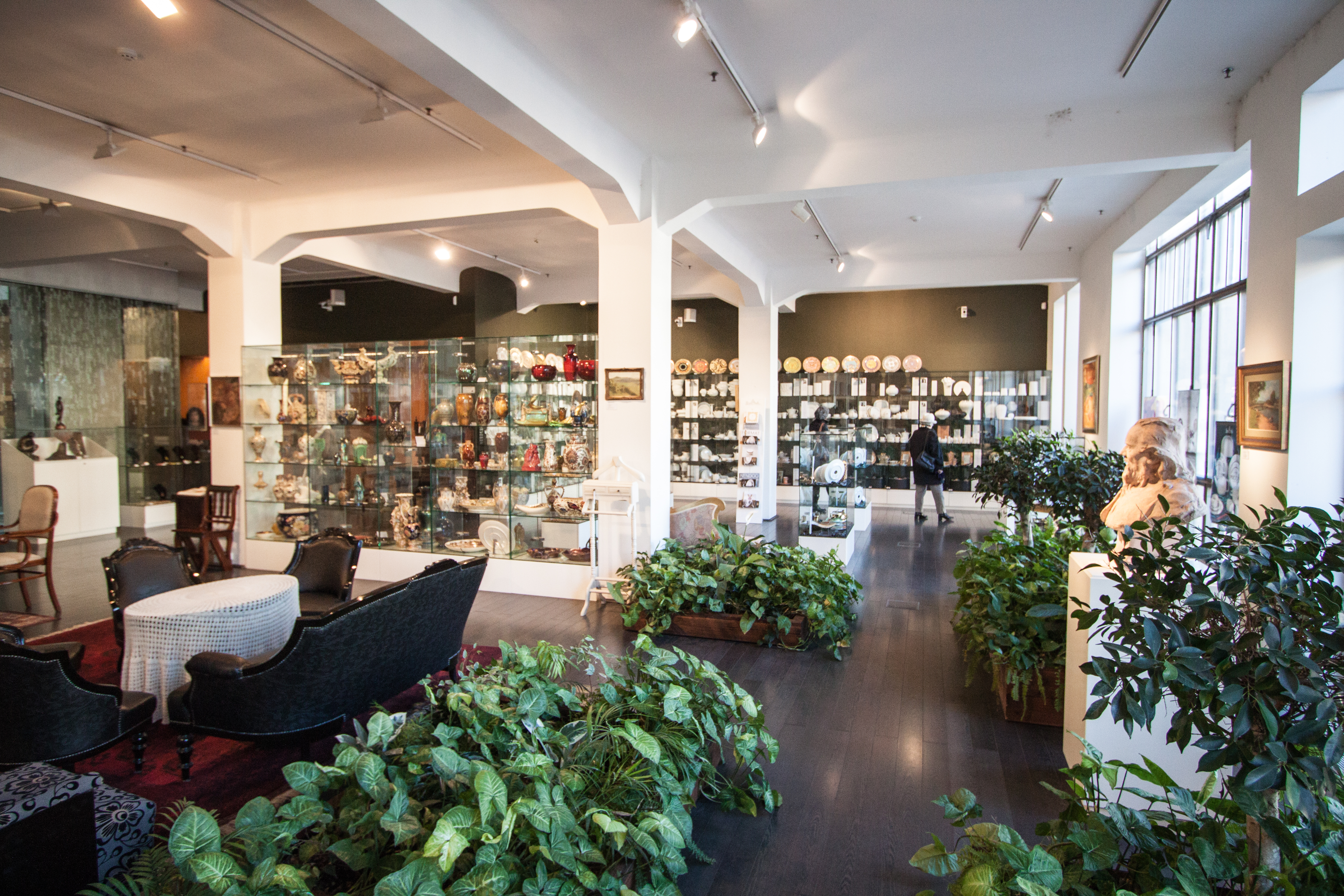